# 昆塔·布倫森
昆塔·布倫森（英語：Quinta Brunson，1989年12月21日—）是美国作家、制片人、喜剧演员和演员。布伦森因她自己制作的Instagram系列《Girl Who Has Never Been on a Nice Date》而声名鹊起。她继续为BuzzFeed Video制作和表演内容，并与BuzzFeed Motion Pictures一起开发了两个流媒体系列。
布伦森曾出演过《我是殭屍》、《單親萬歲》和《奇蹟締造者》系列；为《Lazor Wulf》和《魔法少女友誼小隊》配音；并出演了HBO小品喜剧系列《姊妹站起來》的第一季。
她是ABC喜剧《小學風雲》（2021年至今）的创作者、执行制片人、作家兼女主角。在第74届黄金时段艾美奖颁奖典礼上，她成为第一位在喜剧类别中获得三項提名的非裔女性，包括最佳喜劇（作为执行制片人）和喜劇類劇集最佳女主角，並贏得喜剧類最佳編劇。布伦森被列入《时代》杂志2022年百大人物名单。